# John Wetton
John Kenneth Wetton (12. června 1949 Willington, Derbyshire – 31. ledna 2017) byl anglický zpěvák, baskytarista a kytarista.

## Hudební kariéra
John Wetton byl profesionálním zpěvákem, hudebníkem a písničkářem již od konce 60. let 20. století. Postupně vystupoval se skupinami jako Mogul Thrash, Family, King Crimson (spolupracoval s přítelem z dětství Robertem Frippem), Roxy Music/Bryan Ferry band, Uriah Heep, UK a Wishbone Ash. Wetton získal světovou popularitu v roce 1982 s nástupem nové skupiny Asia, když skupina prodala miliony kopií svého debutového alba, které se v hitparádě Billboard Hot 100 umístilo na prvním místě. Toto album zůstává dodnes jedním ze čtyř alb, která v tomto žebříčku zůstala na 1. místě po dobu devíti za sebou jdoucích týdnů.
V srpnu 2007 John Wetton podstoupil operaci srdce, která odsunula zbytek naplánovaného koncertního turné skupiny Asia do doby, než se zotaví.
Zemřel dne 31. ledna 2017 ve věku 67 let po několikaletém boji s rakovinou tlustého střeva.

## Sólová diskografie

### Alba
- Caught in the Crossfire, 1980, E'G/Polydor Records
- King's Road, 1972-1980, 1987, E'G/Virgin Records
- One World (J.W. + Phil Manzanera), 1987, Geffen Records
- Battle Lines, 1994, Eclipse Records
- Chasing the Dragon (Live), 1995, Eclipse Records
- Akustika (Live), 1996, Blueprint Records
- Arkangel, 1997, Eagle Records
- Chasing the Deer (film soundtrack), 1998, Blueprint Records
- Hazy Money Live in New York, 1998, Blueprint Records
- Live in Tokyo, 1998, Blueprint Records
- Monkey Business (J.W. + Richard Palmer-James), 1998, Blueprint Records
- Sub Rosa Live in Japan, 1998, Blueprint Records
- Nomansland Live in Poland, 1999, Giant Electric Pea Records
- Welcome to Heaven, 2000, Avalon Records
- Sinister, 2001, Giant Electric Pea Records
- Live in Argentina, 2002, Blueprint Records
- Live in Stockholm 1998, 2003, Blueprint Records
- Rock of Faith, 2003, Giant Electric Pea Records
- Live in Osaka, 2003, Blueprint Records
- From the Underworld, 2003, Classic Rock Legends
- One Way or Another (J.W. + Ken Hensley), 2003, Classic Rock Legends
- Amata, 2004, Metal Mind Records
- Icon (J.W. + Geoff Downes), 2005, Frontiers Records/UMe Digital (US)
- Acoustic TV Broadcast (J.W. + Geoff Downes), 2006, Frontiers Records
- Icon II: Rubicon (J.W. + Geoff Downes), 2006, Frontiers Records (US)

### EP
- Heat of the Moment '05 (J.W. + Geoff Downes), 2005, Frontiers Records